# Neuenkirchen (Land Hadeln)
Neuenkirchen (niederdeutsch Neenkarken) ist eine Gemeinde in der Samtgemeinde Land Hadeln im niedersächsischen Landkreis Cuxhaven.

## Geografie

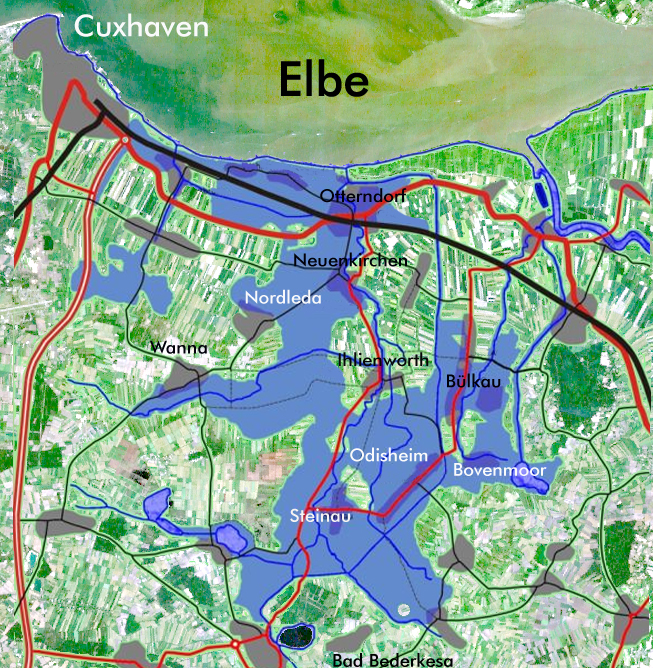
Betroffenes Gebiet bei einer „kleinen“ Sturmflut von nur 4,50 m bei einem Deichbruch am Glameyer-Stack, Otterndorf

### Lage
Neuenkirchen, aufgrund seiner Lage im Bereich der Niederelbe auch Neuenkirchen/Niederelbe bezeichnet, liegt an der Medem und Wilster. Durch die Nähe zur Elbmündung und damit zur Nordsee sowie die geringe Erhebung von höchstens 0 m ü. NHN liegt die Gemeinde in einem sturmflutgefährdeten Bereich, sofern ein Deich brechen sollte.
Neuenkirchen liegt in der Marsch.

### Gemeindegliederung

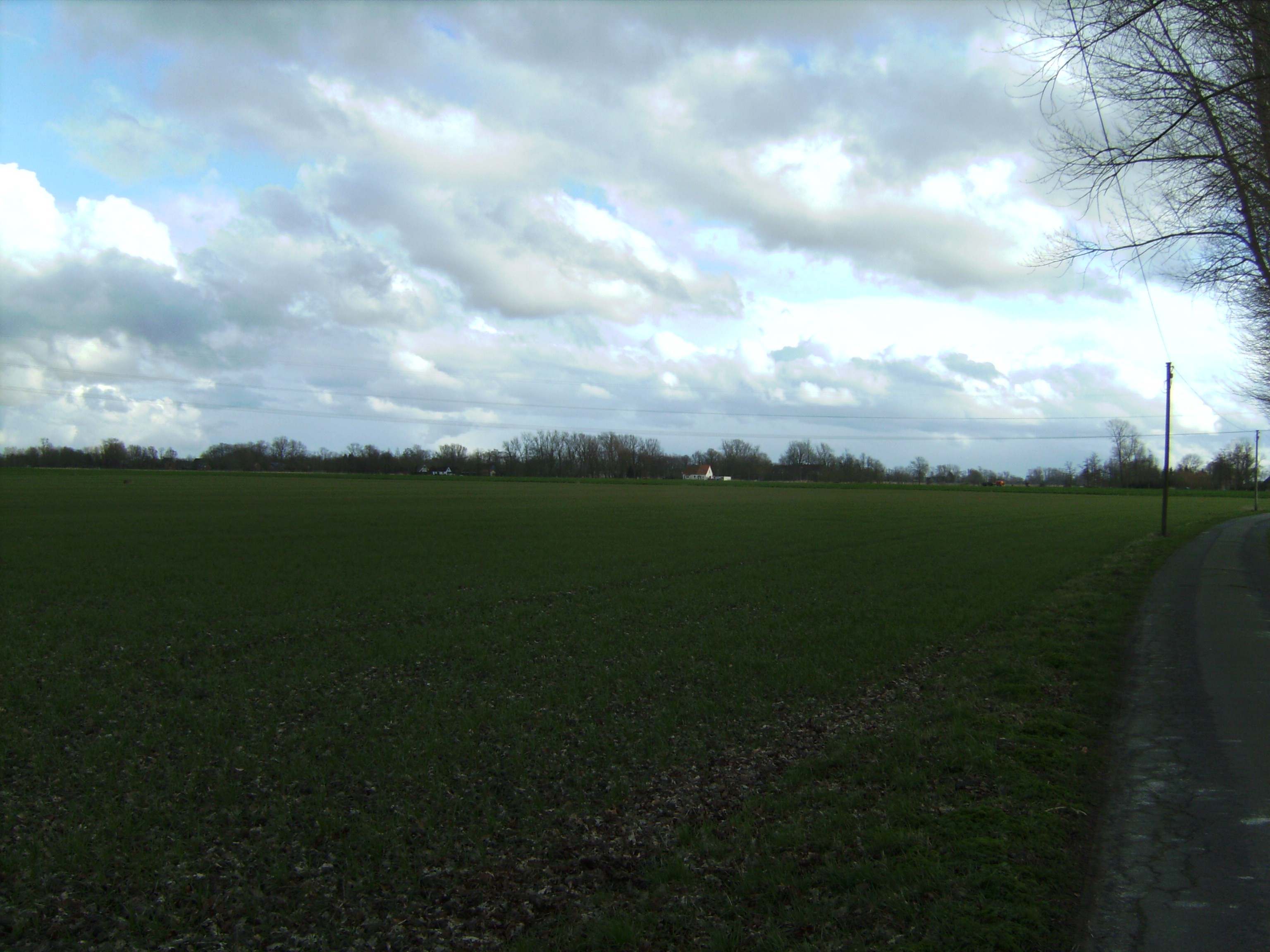
Blick über freies Feld auf den Ortsteil Katthusen

Neuenkirchen ist ein Haufendorf mit Strich- und Streusiedlungen. Zur Gemeinde gehören die folgende Ortsteile:
- Brüninghemm (niederdt. Brüünhemm)[2]
- Dörringworth (niederdt. Dellnwort)[3]
- Höerteil (niederdt. Höördeel)[4] mit seinen Ortsteilen:
  - Höden (niederdt. Höden)[5]
  - Hörfelde (niederdt. Höörfelln)[6]
- Katthusen (niederdt. Katthusen)[7]
- Neuenkirchen (Hauptort)
- Pedingworth (niederdt. Jerusalem und Pemwoort)[8]
- Süderende (niederdt. Süderinn'n)[9]

### Nachbargemeinden
| Cuxhaven-Lüdingworth | Otterndorf                                  | Osterbruch  |
| Nordleda             | Kompassrose, die auf Nachbargemeinden zeigt | Osterbruch  |
| Nordleda             | Ihlienworth                                 | Ihlienworth |

## Geschichte
Neuenkirchen wurde als Nigenkerken 1342 erstmals urkundlich erwähnt. Weitere belegte Namensformen sind Nyenkerken (1406) und Nienkerken (1515). Dörringworth wurde bereits 1139 als Sitz eines Ritters von Turneworthe erwähnt wurde und galt als Koornkamer van Land Hadeln.
1347 wurde der erste Pfarrer für Nigenkerken erwähnt. Die Gemeinde gehörte bis zur Einführung der Reformation 1527 zum Archidiakonat Hadeln-Wursten. Sie hatte zeitweise bis zu drei Pfarrstellen.
Über Pedingworth (auch „Jerusalem“ genannt) ist der Ausspruch überliefert: Geiß du sinnig dör Jerusalem, biet't die die Lüüs', geiß du dar hatt dör, biet't die de Hunn'n.

### Eingemeindungen
Brüninghemm, Pedingworth sowie ein Teil von Scholien wurden 1929 nach Neuenkirchen eingemeindet. Bis dahin gehörten sie zur damaligen Gemeinde Osterende-Otterndorf. Kirchlich gehören diese Teile aber immer noch zu Otterndorf.

### Einwohnerentwicklung
| Datum | Einwohner                                                                            | Quelle               |
| ----- | ------------------------------------------------------------------------------------ | -------------------- |
| 1824  | 0185                                                                                 | [ 16 ]               |
| 1848  | 0339                                                                                 | [ 17 ]               |
| 1871  | 0329 (Kirchdorf) 1038 (Gemeinde) 1459 (ca., incl. der 1929 eingemeindeten Ortsteile) | [ 18 ] [ 18 ] [ 19 ] |
| 1910  | 0834                                                                                 | [ 20 ]               |
| 1925  | 0819                                                                                 | [ 21 ]               |
| 1933  | 1140                                                                                 | [ 21 ]               |
| 1939  | 1304                                                                                 | [ 21 ]               |
| 1950  | 2017                                                                                 | [ 22 ]               |

| Datum | Einwohner | Quelle |
| ----- | --------- | ------ |
| 1961  | 1562      | [ 22 ] |
| 1970  | 1618      | [ 22 ] |
| 1987  | 1336      | [ 22 ] |
| 1990  | 1343      | [ 22 ] |
| 1995  | 1401      | [ 22 ] |
| 2000  | 1529      | [ 22 ] |
| 2005  | 1500      | [ 22 ] |
| 2010  | 1425      | [ 22 ] |
| 2019  | 1303      | [ 23 ] |

## Politik

### Gemeinderat
Der Rat der Gemeinde Neuenkirchen besteht aus elf Ratsfrauen und Ratsherren. Dies ist die festgelegte Anzahl für die Mitgliedsgemeinde einer Samtgemeinde mit einer Einwohnerzahl zwischen 1.001 und 2.000 Einwohnern. Die Ratsmitglieder werden durch eine Kommunalwahl für jeweils fünf Jahre gewählt. Die aktuelle Amtszeit begann am 1. November 2021 und endet am 31. Oktober 2026.
Die letzten Gemeinderatswahlen ergaben folgende Sitzverteilungen:
| Partei | 2021 | 2016 |
| ------ | ---- | ---- |
| SPD    | 7    | 7    |
| CDU    | 4    | 4    |

### Bürgermeister

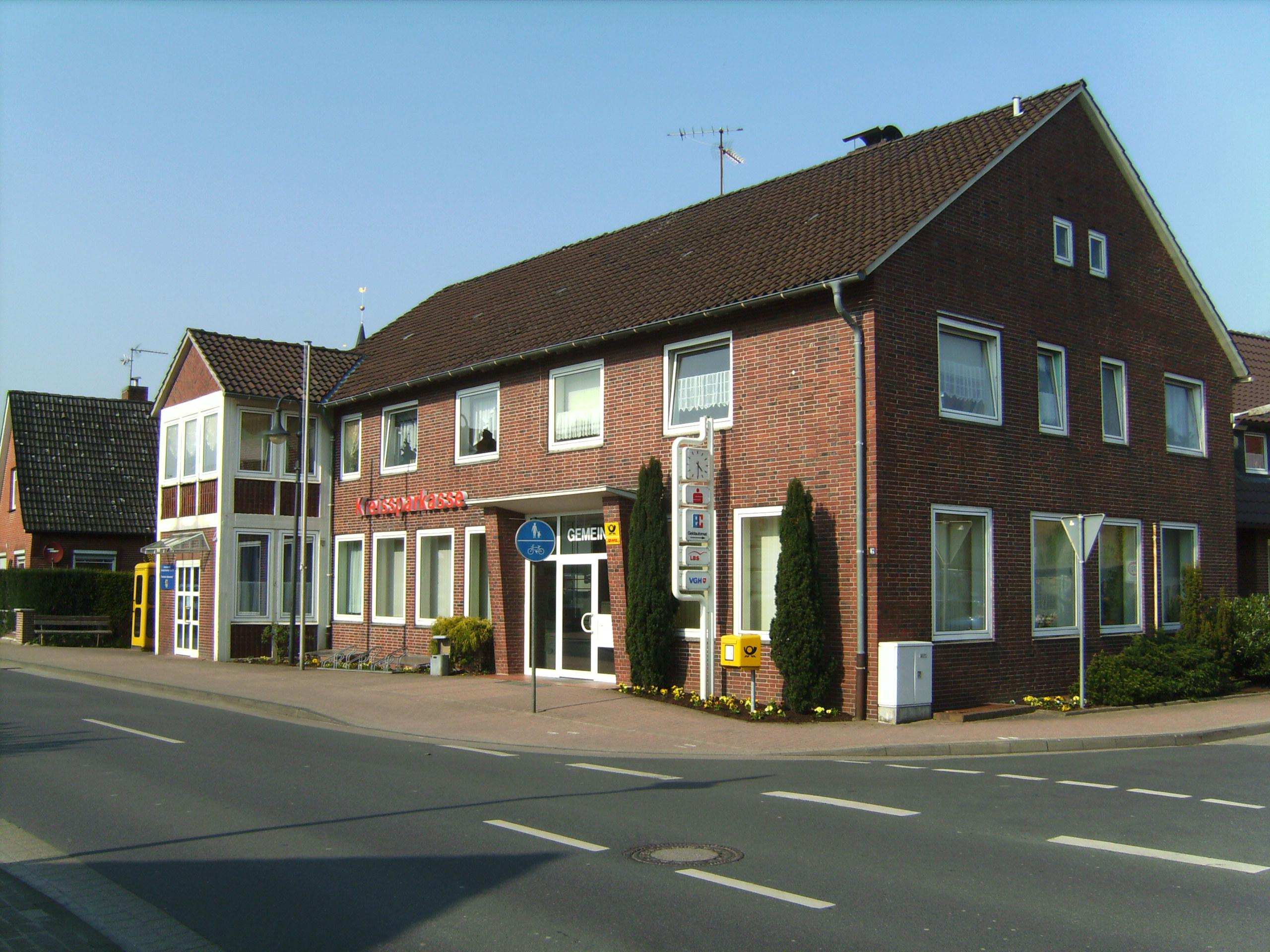
Gemeindeverwaltung und ehemalige Filiale der Kreissparkasse befinden sich mitten im Ort

Der Gemeinderat wählte das Gemeinderatsmitglied Dagmar Diers (SPD) zur ehrenamtlichen Bürgermeisterin für die aktuelle Wahlperiode. Ihre Stellvertreter sind Manfred Kopaß (SPD) und Joachim Buhr (CDU).

### Wappen
Der Entwurf des Kommunalwappens von Neuenkirchen stammt von dem Heraldiker und Wappenmaler Albert de Badrihaye, der zahlreiche Wappen im Landkreis Cuxhaven erschaffen hat.
| Wappen von Neuenkirchen | Blasonierung: „Gespalten; vorn: in Grün zwei silberne Wellenbalken; hinten: in Silber ein roter Feuerbesen.“ |
| Wappen von Neuenkirchen | Wappenbegründung: Die Wellenbalken versinnbildlichen die durch die Ortsgemarkung fließenden Flüsse Medem und Wilster. Der Feuerbesen, auch Donnerbesen bzw. Donarsbesen oder Hexenbesen genannt, ist dem Wappen des einst hier ansässigen Adelsgeschlecht von der Medem entlehnt. |

## Verkehr

### ÖPNV
Neuenkirchen wird durch die KVG-Buslinie 528 von Otterndorf aus mit Bremerhaven verbunden.

### Gemeindepartnerschaften

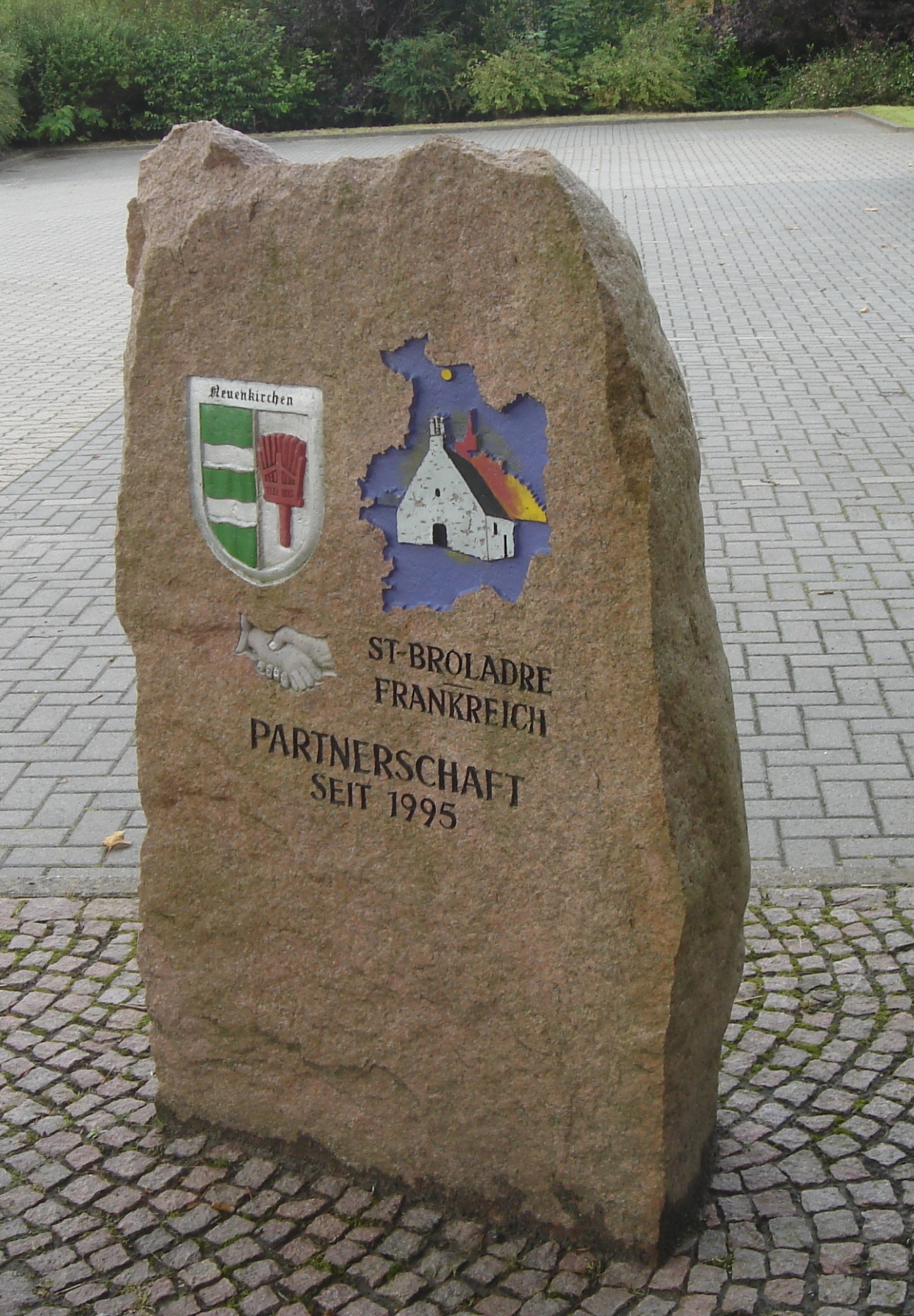
Denkmalstein zur Gemeindepartnerschaft

- Saint-Broladre, Frankreich, seit 1995

Jeweils Anfang Mai (Pfingstwochenende) finden gegenseitige Besuche durch größere Delegationen statt: Fährt in einem Jahr eine Neuenkirchener Gruppe nach St. Broladre, so kommt im folgenden Jahr eine Abordnung aus St. Broladre nach Neuenkirchen.

## Kultur und Sehenswürdigkeiten

### Bauwerke

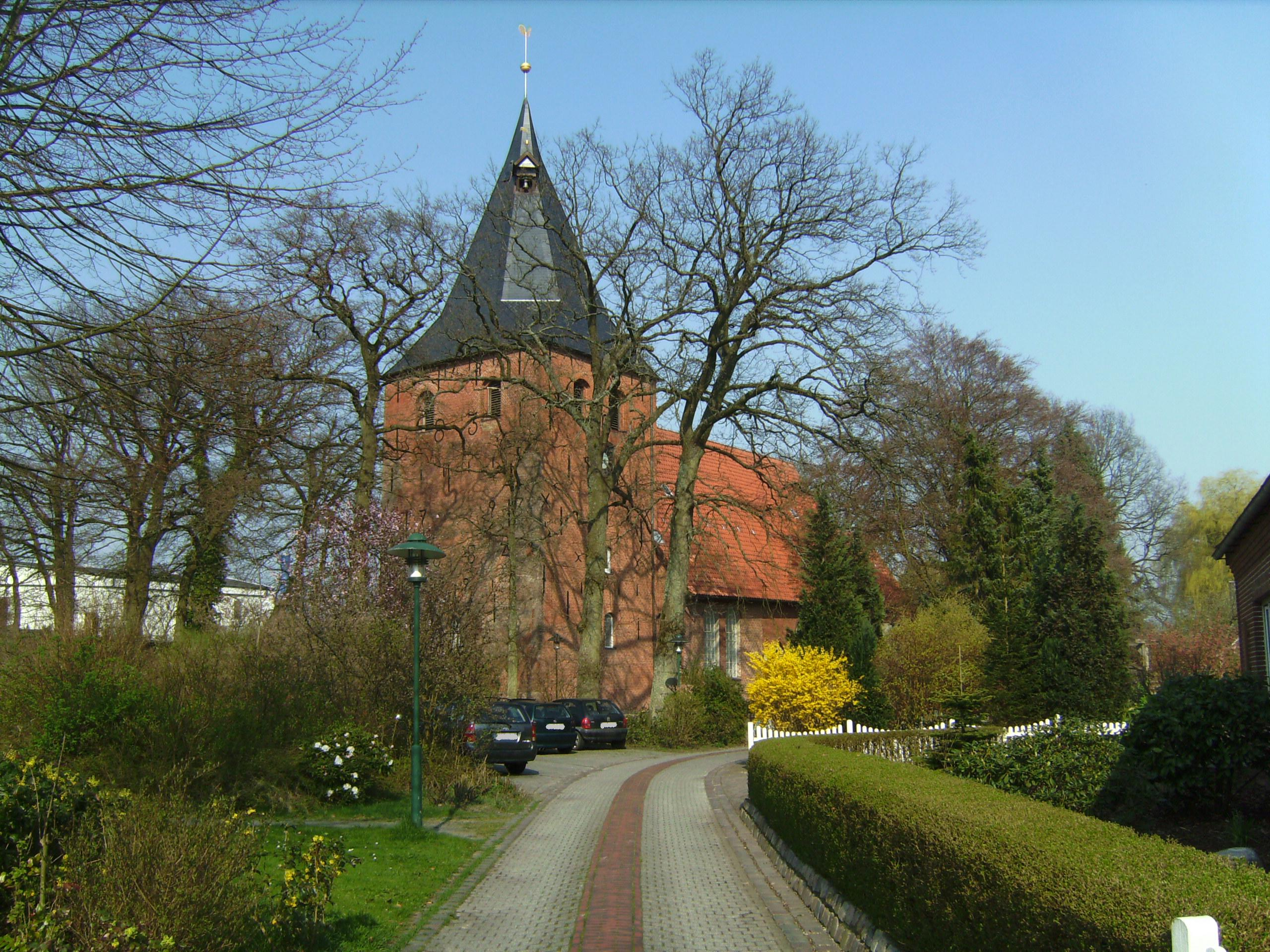
St.-Marien-Kirche von Südwesten

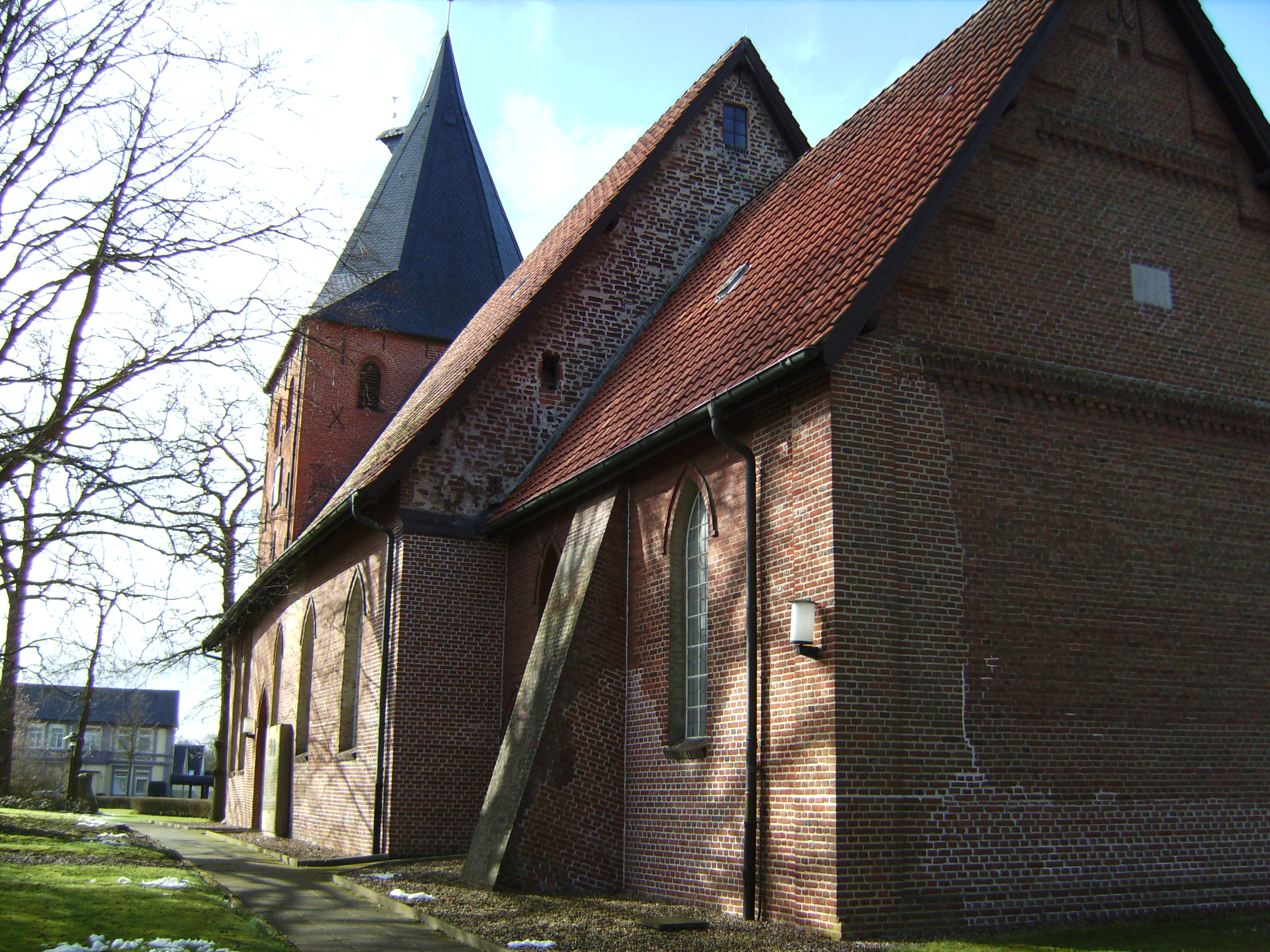
St.-Marien-Kirche von Südost

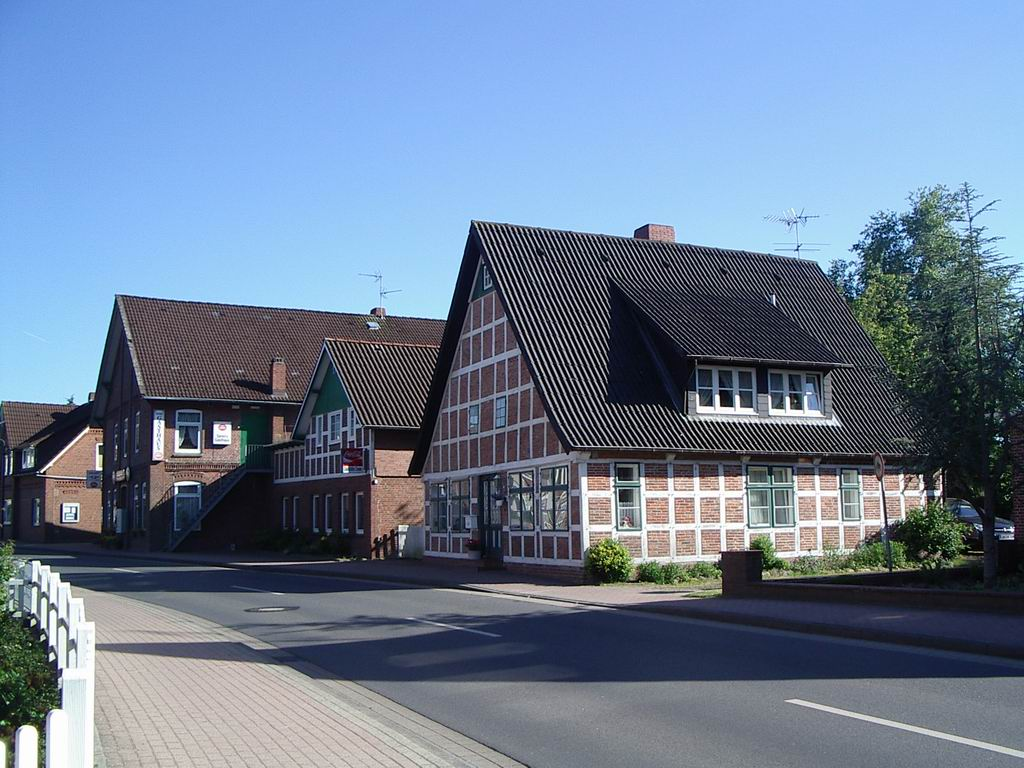
Häuser in Neuenkirchen. Links eine Gaststätte, rechts das Wohnhaus Dorfstraße 38

- St.-Marien-Kirche Neuenkirchen, Backsteinkirche aus dem 14. Jahrhundert mit Chor vom Beginn des 16. Jahrhunderts und massiven 35 m hohen Westturm mit zwei Glocken und Turmuhr mit mechanisches Uhrwerk der Firma J. F. Weule von 1896. Innen: Kreuzigungsgruppe (16. Jh.), Kanzel (17. Jh.), Steinaltar von 1967, Taufbecken (14. Jh.), Bauernwappen von 1618 an der Decke, bekannte Barockorgel 1660/61 vom Orgelbauer Christoph Donat
- Wohnhaus Dorfstraße 38 von 1802 und die Nr. 48 sind Häusertypen, die oft  bis ins 19. Jahrhundert erbaut wurden.
- Dorfstraße 69: Reetgedecktes Backsteinhaus vom Anfang des 19. Jahrhunderts.
- Katthusen 20: Ehemaliges Backhaus aus der zweiten Hälfte des 19. Jahrhunderts
- Ziegelgewölbebrücke über die Auswettern von 1875 in Pedingworth.

### Regelmäßige Veranstaltungen
- Feuerwehrball (erster Samstag im Februar)
- Maibaumaufstellen am 30. April
- Schützenfest im Juli
- Kinderfest im August / September das von den ortsansässigen Vereinen, der Kirchengemeinde, den Gastwirten und von Privatpersonen organisiert wird
- Kinderausflug an einem Wochenende vor den Sommerferien in den einen Familien-Freizeitpark (z. B. Sport- und Spielpark in der Wingst oder Magic Park in Verden)
- Weihnachtsmarkt[31]

### Musik
1902 wurde der Gemischte Chor vom damaligen Kantor gegründet, der Verein war jedoch bis 1932 aktiv. In den 1980er Jahren kam es zu einer Neugründung. Im Rahmen der Kirchengemeinde war ein Kirchenchor aktiv. Die Kirchenorgel eignet sich wegen ihres besonderen Klanges für Orgelkonzerte.

## Wirtschaft und Infrastruktur
Der Ort ist noch landwirtschaftlich geprägt, traditionell mit großen, aber nur noch relativ wenigen Bauernhöfen. Der Tourismus ist nicht ausgeprägt.

### Unternehmen
Größter Arbeitgeber im Ort ist die Firma Dinter jetzt Döhler Neuenkirchen GmbH mit etwa 170 Beschäftigten in Neuenkirchen. Hergestellt werden Konzentrate und Aromen für Fruchtsäfte, Fruchtschorlen und Fruchtsaftgetränke die weltweit an die Getränkeindustrie geliefert werden. Seit 2001 gehört die Firma Dinter zur in Darmstadt ansässigen Döhler Gruppe.
Die Firma Albert Cordts Fleischgroßhandel betreibt am Stammsitz in Neuenkirchen einen Zerlegebetrieb. In den 1990er Jahren hat die Firma Cordts den städtischen Schlachthof in Bremerhaven übernommen, der nun als EG Schlacht- und Zerlegebetrieb weitergeführt wird.
Daneben finden sich eine Reihe von Handwerksbetrieben, einige kleine Läden in der Gemeinde und das Mobil der Weser-Elbe-Sparkasse (Freitag 9.00 – 10.30 Uhr vor dem Dorfgemeinschaftshaus, Dorfstraße 57), die eine Grundversorgung vor Ort sicherstellen.

### Bildung
Grundschule: Hinrich-Wilhelm-Kopf-Schule mit Neubau von 1931. 2009 wurden die Schulen in Neuenkirchen (3. und 4. Klasse) und Nordleda (1. und 2. Klasse) zu einem Schulbezirk zusammengelegt.

### Kirche
Ein großer Teil der Bevölkerung gehört der evangelisch-lutherischen St.-Marien-Kirchengemeinde oder der evangelisch-lutherischen St.-Severi-Kirchengemeinde Otterndorf an, da zu deren Parochie traditionell auch die Ortsteile Brüninghemm und Pedingworth gehören. Die Neuenkirchener Kirchengemeinde ist Trägerin des örtlichen Friedhofs.

### Sport
- Turn- und Sportverein (TSV) von 1922.[35]
- Schützenvereins Neuenkirchen N.E. von 1950, seitdem Schützenfeste[36], seit 1967 Sportabteilung mit Teilnahme an niedersächsischen Landes- und Deutschen Meisterschaften.[37] Der Verein hat 177 Mitglieder (Stand: 2008).[38]

### Vereine
- Deutsches Rotes Kreuz (DRK) von 1945
- Gemischter Chor Neuenkirchen
- AWO-Ortsverein Neuenkirchen-Otterndorf
- Freiwillige Feuerwehr[39]

## Persönlichkeiten

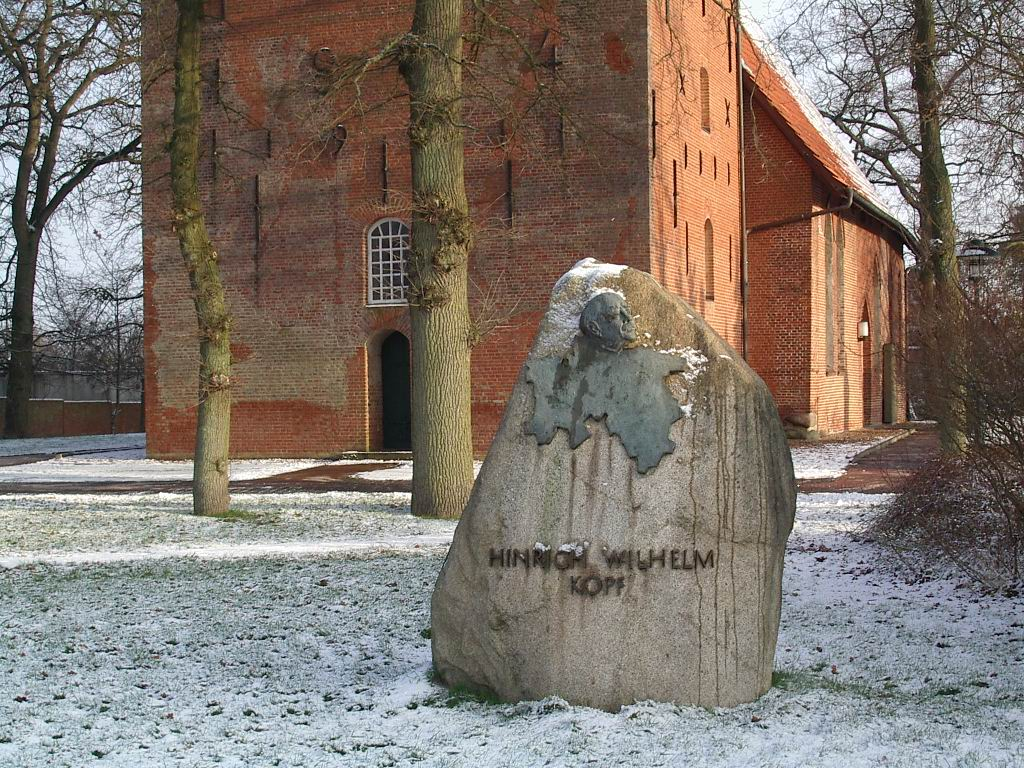
Denkmal für Hinrich Wilhelm Kopf des Bildhauers Frijo Müller-Belecke im Park vor der St.-Marien-Kirche

### Söhne und Töchter der Gemeinde
- Albert Lüders, alias Albertus Luderus (um 1627–1675), Priester, er endete nach einem Todesurteil in Schwerin auf dem Scheiterhaufen[40]
- Martin Kröncke (1705–1774), Münzmeister und preußischer Generalmünzdirektor, nach ihm ist der Marten-Kröncke-Weg benannt
- Friedrich Adolf Mehrkens (1840–1899), klassischer Pianist, Dirigent und Musikpädagoge
- Hinrich Wilhelm Kopf (1893–1961), Politiker (SPD) und erster Ministerpräsident von Niedersachsen
- Werner Tietje (1924–1984), niederdeutscher Schriftsteller, Heimatpfleger und Maler

### Personen, die mit der Gemeinde in Verbindung stehen
- Tobias Heinrich Schubart (1699–1747), Theologe und geistlicher Dichter
- Frijo Müller-Belecke (1932–2008), Bildhauer und Kunsterzieher, er schuf das Denkmal für Hinrich Wilhelm Kopf im Park vor der St.-Marien-Kirche
- Claudia Tietje (1973–2013), Politikerin (SPD)